# Discount Investment Corporation
Discount Investment Corporation (hebrejsky: השקעות דיסקונט, Haška'ot Diskont, zkratka DISI) je izraelská firma.

## Dějiny a popis firmy
Jde o investiční firmu. Vznikla v roce 1961. Investuje do četných firem v mnoha oborech. Je dominantním vlastníkem firem jako Cellcom (48,3% podíl), Shufersal (48,1 %), Property and Building Corporation (78,4 %), 013 NetVision (38,1 %), Maxima (75,5 %), Makhteshim Agan (47 %), Elron (50,5 %), Given Imaging (47,6 %) nebo Ham-Let (60,2 %). Firma je obchodována na Telavivské burze cenných papírů a je zařazena do indexu TA-25. Prezidentem a výkonným ředitelem firmy je Ami Erel.
Podle dat z roku 2010 byla firma Discount Investment Corporation 3. největším podnikem v Izraeli v sektoru holdingových a investičních společností podle vlastního kapitálu, který roku 2010 dosáhl 3,837 miliardy šekelů. V žebříčku ale nebyla hodnocena jako samostatný subjekt, protože je ovládána společností IDB Holding Corporation, která sama je největší firmou v sektoru holdingových a investičních společností v Izraeli.